# CIRBP
CIRBP‏ (Cold inducible RNA binding protein) هوَ بروتين يُشَفر بواسطة جين CIRBP في الإنسان.